# Walani
Walani é uma vila no distrito de Nagpur, no estado indiano de Maharashtra.

## Demografia
Segundo o censo de 2001, Walani tinha uma população de 10,716 habitantes. Os indivíduos do sexo masculino constituem 53% da população e os do sexo feminino 47%. Walani tem uma taxa de literacia de 75%, superior à média nacional de 59.5%: a literacia no sexo masculino é de 80% e no sexo feminino é de 69%. Em Walani, 13% da população está abaixo dos 6 anos de idade.